# Airspeed Horsa

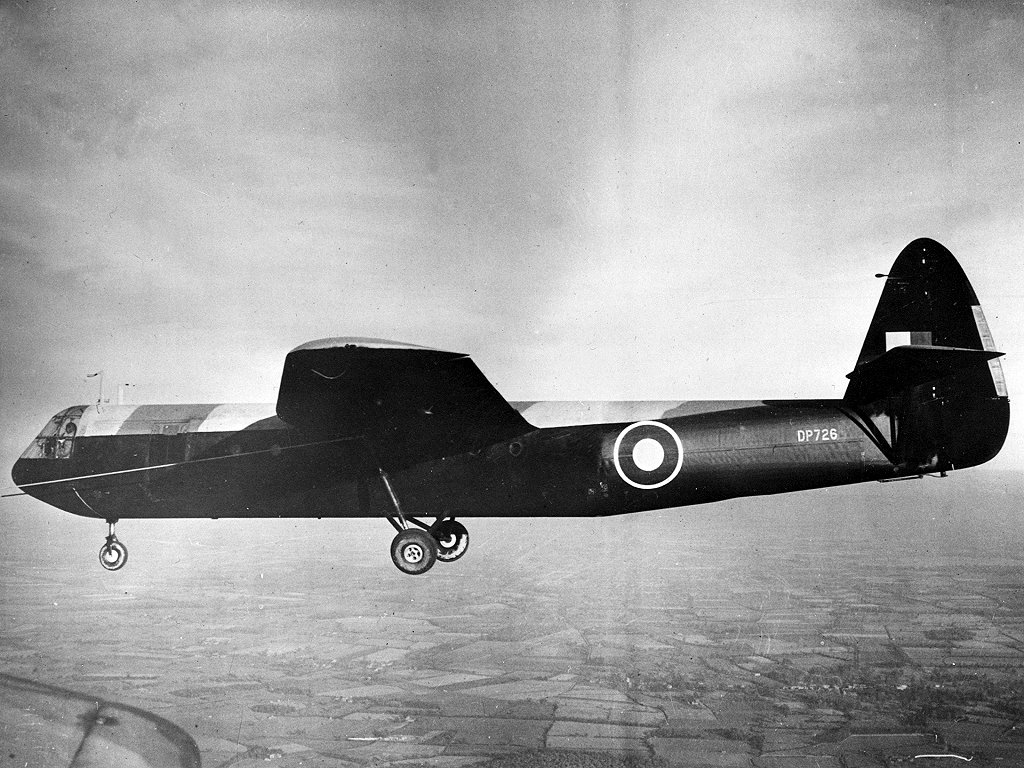
Airspeed Horsa на буксировке, Великобритания

Airspeed AS.51 Horsa (Эйрспид Хорса) — британский транспортный планёр времён Второй мировой войны, названный в честь Хорсы, легендарного покорителя Южной Англии.

## История создания
В 1940 году немецкая армия стала пионером в десантных операциях Второй мировой войны. Успешное применение десанта при штурме бельгийского форта Эбен-Эмаель и при вторжении на Крит стало предпосылкой начала планёрной программы в Великобритании и США. Это решение привело к созданию двух британских воздушно-десантных дивизий. Британская программа началась 22 июня 1940 года, когда премьер-министр Уинстон Черчилль написал пояснительную записку в Военное Министерство, в которой рассмотрел возможность создания корпуса десантных войск. При разработке обеспечения десантных войск было принято решение о том, что транспортные планеры должны быть неотъемлемой частью воздушно-десантных войск.
Первым созданным планером стал General Aircraft Hotspur, прототип которого совершил первый вылет 5 ноября 1940 года. У этой модели было несколько проблем, но основным недостатком являлось то, что он не мог перевозить достаточное количество десантников. Считалось, что воздушно-десантные войска должны были приземляться большими группами, также для менее вместительных планёров требовалось больше самолётов для буксировки. Поэтому было решено использовать Hotspur как учебный планёр и сконцентрировать усилия на других моделях, в том числе на 25-местном штурмовом планере, который впоследствии стал известен как Airspeed Horsa.
Планер был построен в соответствии с требованиями X.26 / 40 от декабря 1940 года для транспортного планера, способного перевозить 20-25 солдат, снаряжение и приземляться в условном районе. Планер должен был иметь деревянную конструкцию, чтобы использовать свободные производственные мощности мебельной промышленности, ещё не обремененные заказами для армии. Требования применять деревянные детали объяснялось потребностью сократить расход алюминия бывшего в дефиците и привлечь к авиационному производству как можно больше непрофильных производителей.
Министерство авиации, ознакомившись с проектами фирмы Airspeed Aviation Company LTD под руководством главного конструктора Х. Тилтмана, заказало семь экземпляров прототипа. Два из них были собраны на заводе Фейри в аэропорту Хитроу и использовались для лётных испытаний. Остальные пять были созданы в Airspeed Ltd. в Портсмуте в качестве экспериментального образца для армии.
Первый прототип, получивший обозначение Horsta Mk.I 12 сентября 1941 года совершил первый полет. Планер поднялся в воздух на буксире за бомбардировщиком Armstrong Whitley AW.38. Испытания прошли успешно. Планер был продемонстрирован высшему руководству Британских ВВС и его рекомендовали к принятию на вооружение.
В феврале 1941 года они получили заказ на 400 самолётов. Всего было построено более 3600 самолётов.
Также планировали создать версию планёра-бомбардировщикa AS 52, которая будет нести 4x 2000 фунтовыe или 2x 4000 фунтовыe бомбы. Тем не менее, они отказались от версии, когда стали доступны обычные бомбардировщики.
Исследования, проведенные для оценки возможности дальнейшей поставки 400 образцов, произведенных в Индии и предназначенных для индийских воздушно-десантных войск, привели к отказу от проекта, когда было обнаружено, что древесина, необходимая для их строительства, должна была быть импортирована в Индию по непомерно высокой цене.

## Версии планера
- Mk.I (AS.52)
- Mk.II (AS.58)
- AS. 53: Проект увеличенной версии, предназначенной для перевозки транспортных средств. Также былa предусмотренa Моторизованная версия с 2-мя двигателями Armstrong Siddeley Cheetah X (375 л. с.) .

## Тактико-технические характеристики
- Экипаж: 2
- Размах крыльев: 26,8 м
- Длина: 20,40 м
- Высота: 5,90 м
- Площадь крыльев: 102,5 м²
- Вес пустой машины: 3800 кг

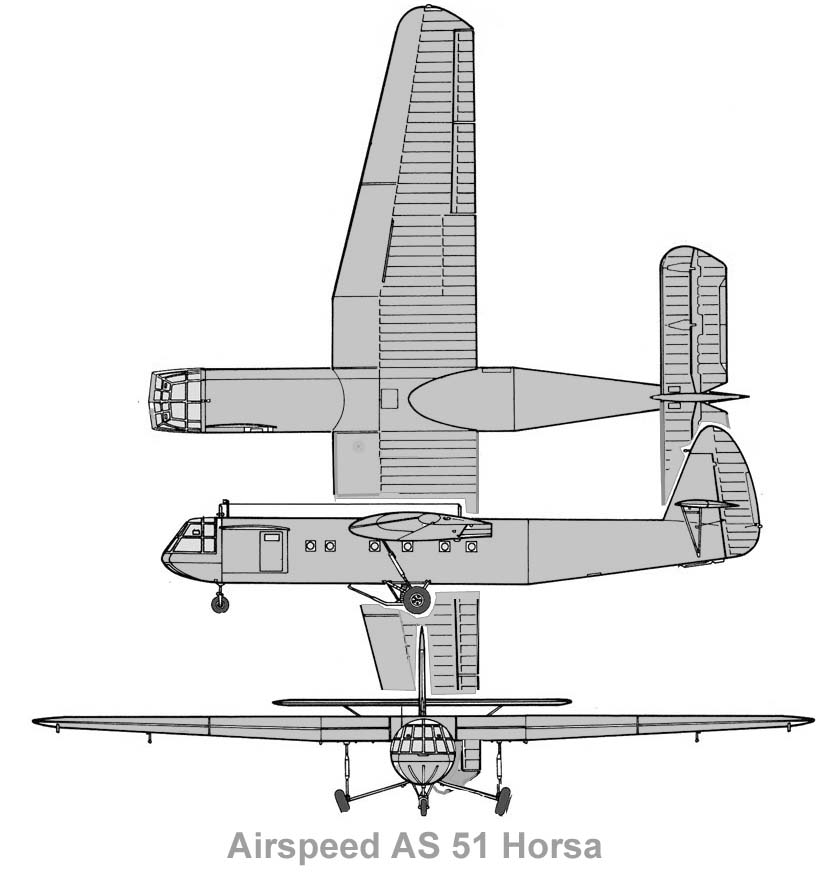
Airspeed AS.51 Horsa

- Максимальная взлётная масса: 7030 кг
- Нагрузка на крыло: 69,66 кг/м²
- Нормальная скорость скольжения: 160,93 км/ч
- Максимальная скорость буксировки: 241,40 км/ч
- Груз: 25 человек или джип с экипажем или противотанковая пушка QF 6 калибра 57 мм с оператором. Летательные аппараты могли принять на борт 28 вооружённых десантников, либо (в различных комбинациях) два джипа, артиллерийских орудия или прицепа.

## Конструкция

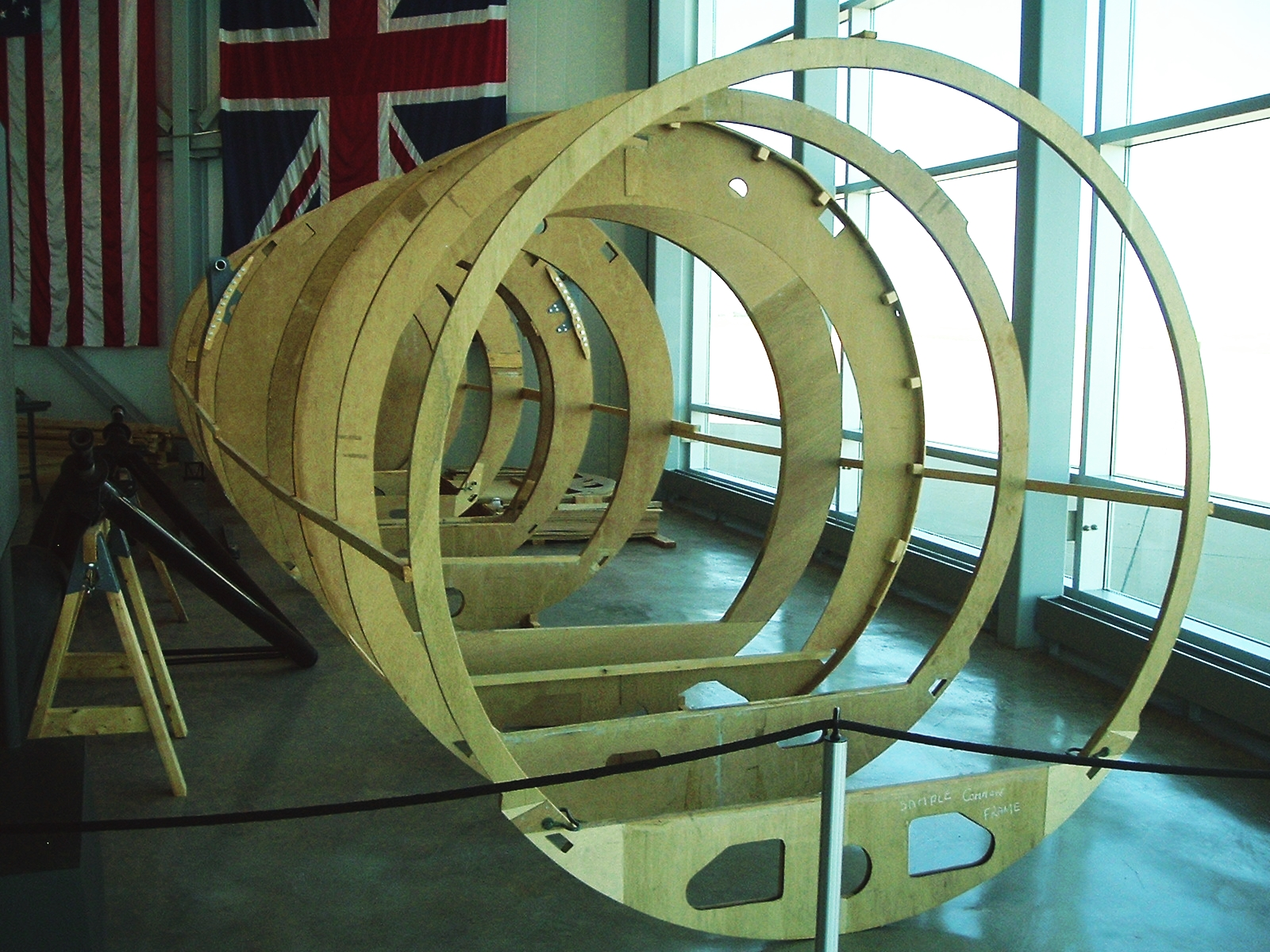
Часть деревянной конструкции (шпангоуты) Airspeed Horsa выставлена в музее «Silent Wings» в Лаббоке, штат Техас, США.

Horsa считалась надежной и очень маневренной для планера. Производство осуществлялось на Airspeed и у подрядчиков, в число которых входили Austin Motors и производитель мебели Harris Lebus.
Построенный из дерева (элементы управления, шасси и некоторые силовые узлы фюзеляжа делались металлическими), Horsa был монопланом с высоким консольным крылом выстроенным в фюзеляж полумонокок, чтобы уменьшить его общий вес. Конструкция состояла из деревянных и фанерных шпангоутов и стрингеров с приклеенной к ним фанерной обшивкой.
Фюзеляж состоял из трех частей, собранных с помощью винтов: в передней части размещались кабина пилотов и главная грузовая дверь. Центральная секция служила для перевозки войск или техники, а тыловая секция была образована хвостом. Шасси представляло собой трехколёснyю конструкцию с передним колесом и двумя центральными колесами. Этот тип шасси был ещё одним новшеством в дизайне Horsa, так как до сих пор планеры отрывались от колес на взлете и садились на сам фюзеляж. Однако, если какая-либо миссия нуждалась в этом, Horsa мог бы быть оснащен сбрасываемой ходовой частью.

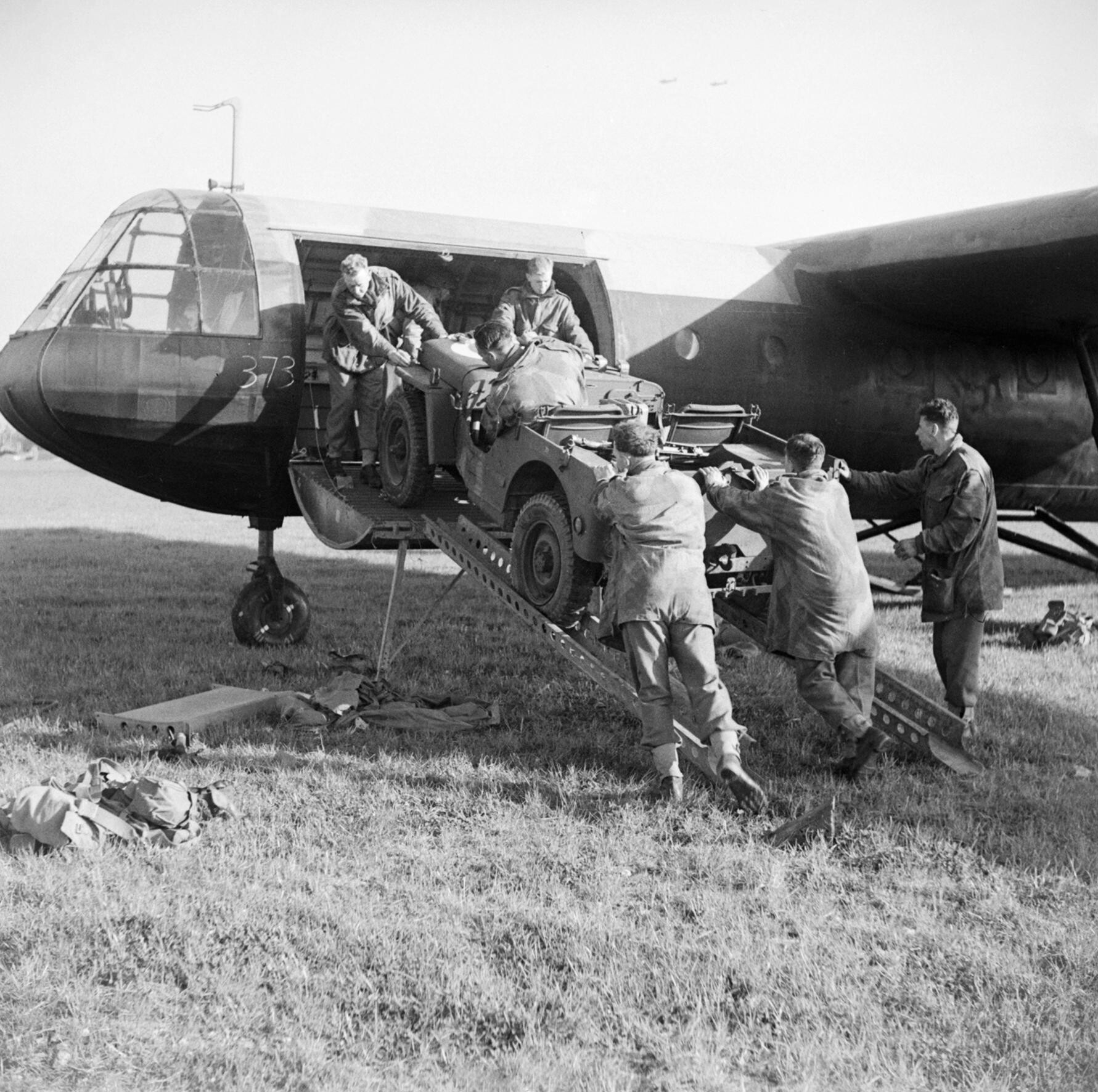
Загрузка джипа в Horsa. (22 апреля 1944 г.)

Большие закрылки были закреплены на задней части крыла, что обеспечивало максимально возможную скорость снижения при адекватной посадочной скорости, позволяя пилотам приземляться на очень короткие расстояния. В кабине пилотов было два сиденья, расположенных параллельно с двойным управлением органов управления. Большая распашная входная дверь также служила погрузочной рампой. В центральном отсеке могли находиться до двадцати пяти полностью экипированных солдат, сидящих спиной к фюзеляжу на скамейках, расположенных вдоль кабины. На правой стороне была ещё одна входная дверь. После посадки хвостовое соединение с фюзеляжем могло «отстегиваться» (подрывом бикфордова шнура), что обеспечило ещё одну точку быстрого выхода для войск и техники. Как можно предположить, это оказалось несколько непрактичным, особенно с учётом дополнительной опасности вражеского огня, угрожающего преждевременно взорвать Кордтекс. К 1944 году эту опасность удалось предотвратить благодаря конструкции отрывного хвоста, скрепленного восемью быстроразъемными болтами.
Horsa также мог перевозить вспомогательные грузовые контейнеры, закрепленные под центральной частью крыла (до трех с каждой стороны).

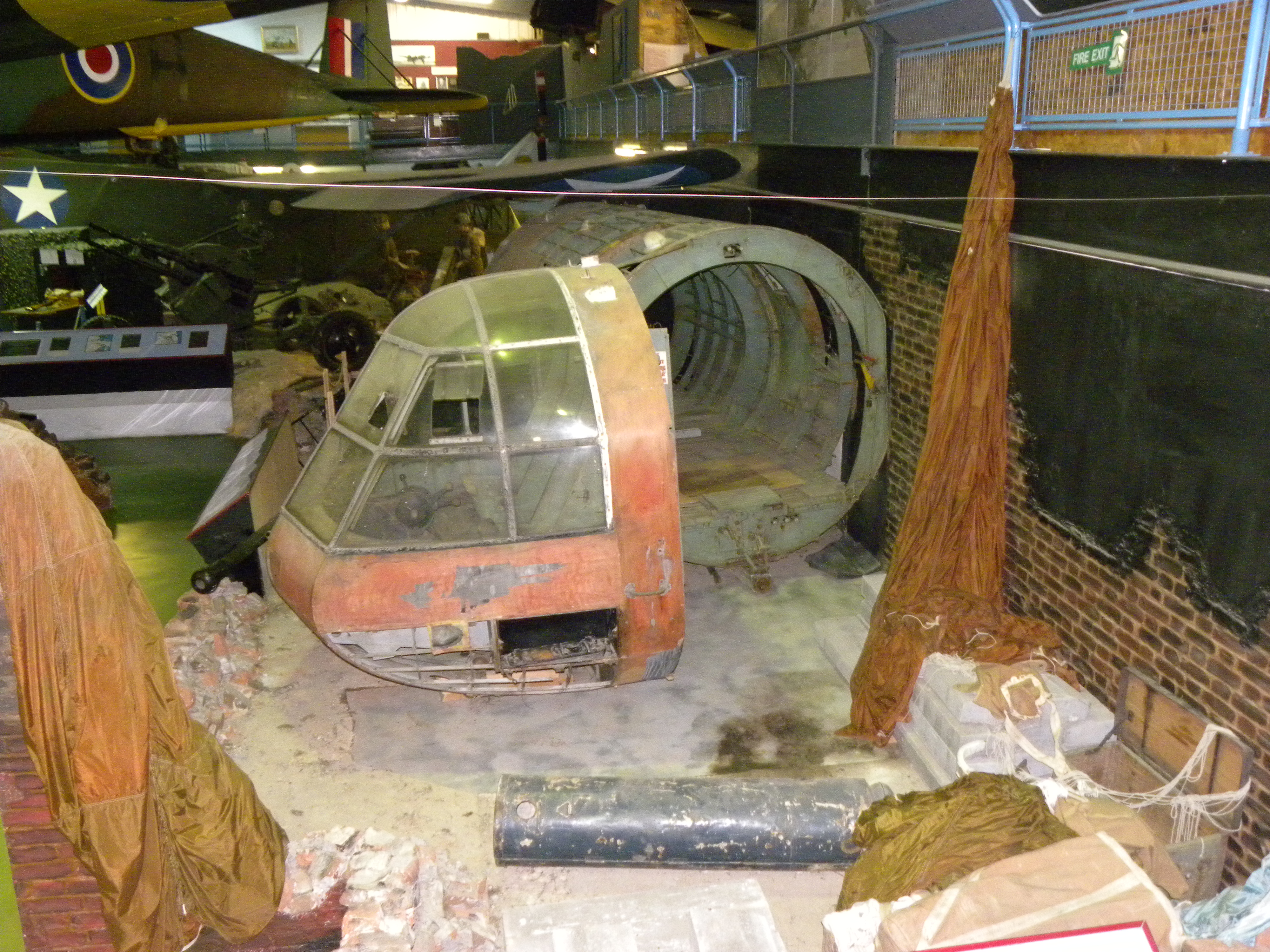
AS 58 Horsa II.

AS 58 Horsa II имела навесную переднюю часть с петлями, усиленный пол и переднюю двойную колесную рампу. Все это значительно облегчило загрузку транспортных средств, а также поддержало больший вес. В Horsa II буксирный трос был прикреплен к оси передних колес вместо двух крючков крыла.

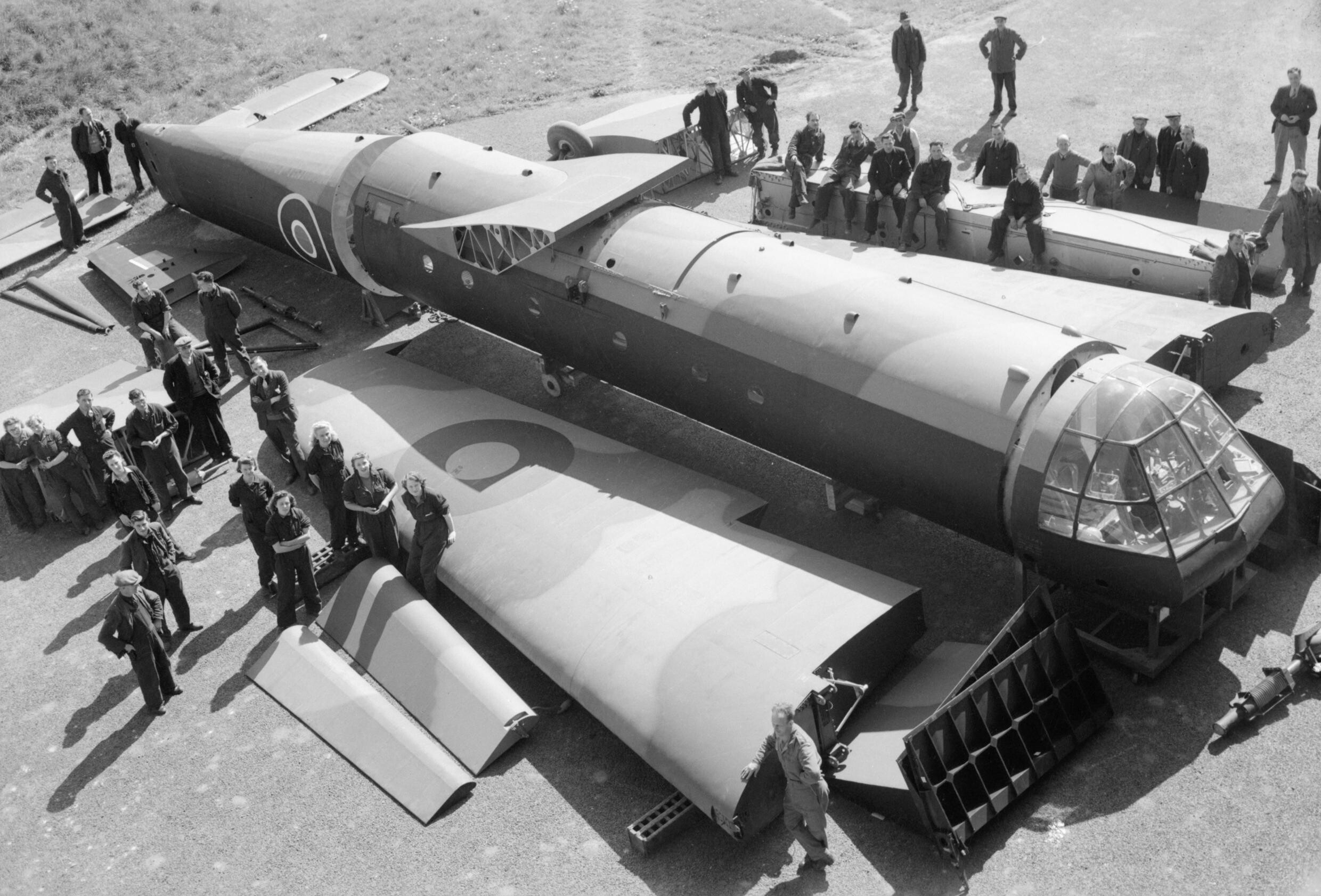
Гражданские рабочие позируют с секциями планера Airspeed Horsa, полученными от производителей, перед сборкой его в отделе технического обслуживания № 6, Брайз Нортон, Оксфордшир, 26 апреля 1944 года.

Корпус Horsa состоял из 30 отдельных частей, которые большей частью были сделаны из дерева. Ни один завод не выпускал самолёты полностью от начала до конца. Это должно было предотвратить полное уничтожение производства в результате воздушного налета. Завод «Wolverton Works» сыграл решающую роль в производстве Horsa.
(Wolverton был выбран для изготовления крыльев.)
Детали были собраны в различных мастерских по техническому обслуживанию RAF в цельные узлы и снабжены только самыми необходимыми инструментами. Это произошло потому, что люди рассчитывали только на одноразовое развертывание устройства; в конце концов, он будет настолько поврежден при посадке, что будет списан. Приборы состояли только из измерителя скорости воздушного потока, указателя буксирного троса, высотомера и измерителя, который считывал угловое отклонение от горизонта. Этот последний инструмент был самым важным, потому что он давал правильный горизонт для пилотов непосредственно перед посадкой, и это могло означать разницу между жизнью или смертью экипажа.

## Применение

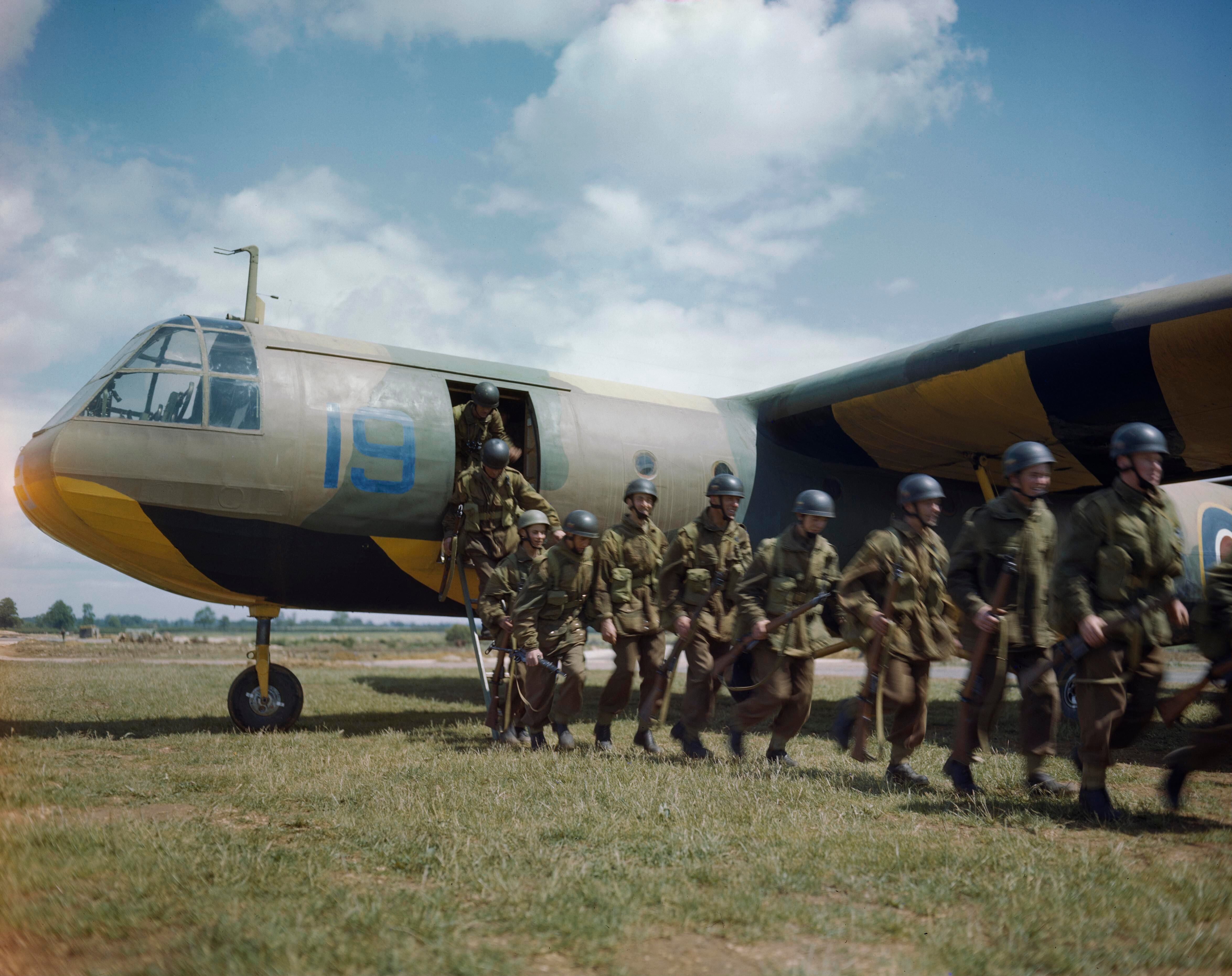
Horsa Glider в Брайз-Нортоне, 4 июня 1943 г. Диагональные полосы чёрного цвета на жёлтом цвете, нарисованные на нижней поверхности, служат для указания того, что устройство буксируется.

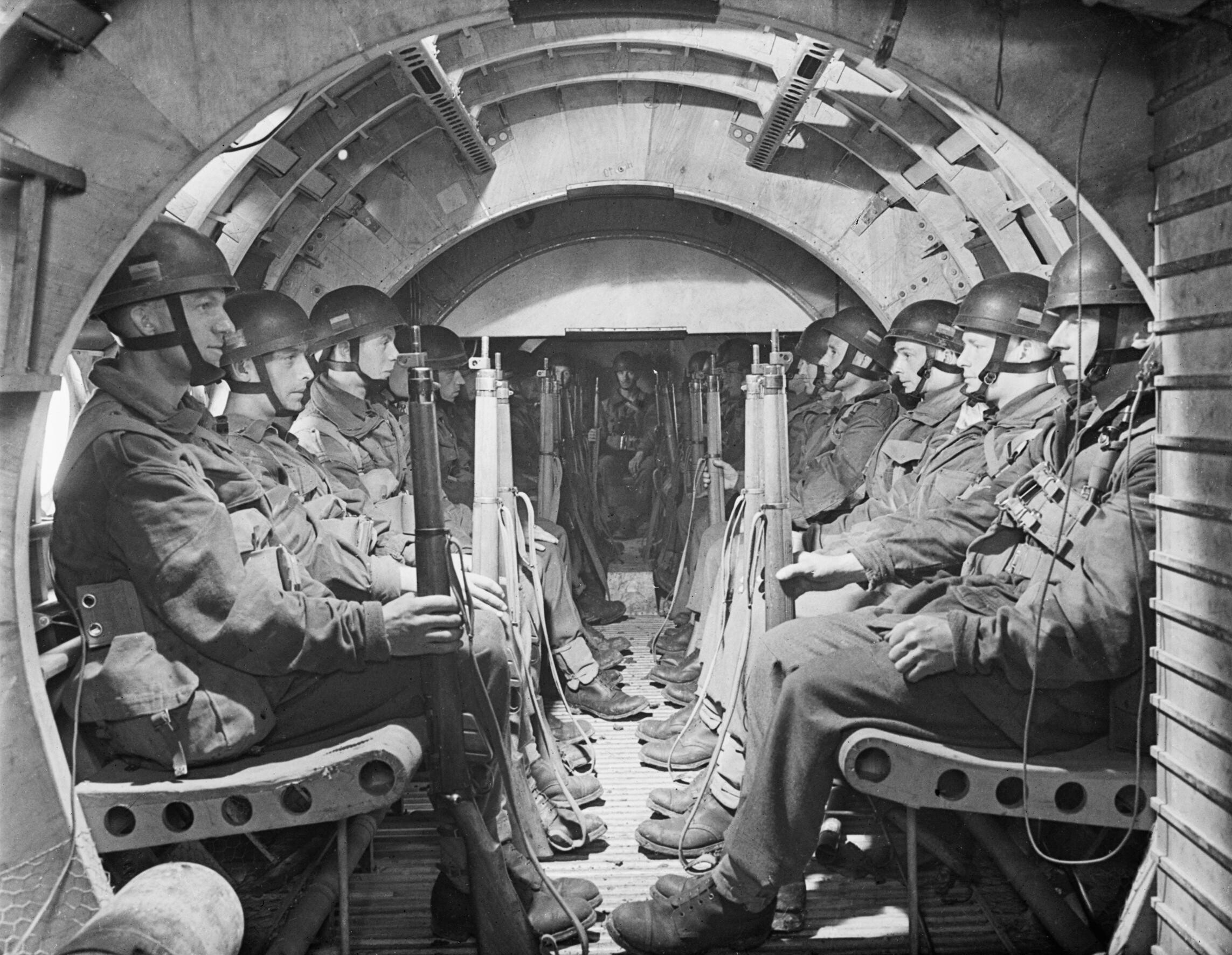
Десантная кабина планёра «Хорса», вид со стороны кабины пилотов.

Подготовка экипажей, состоявших из двух пилотов на планёр, включала посадку на коротких полосах, пилотирование по приборам с отсечкой смены курса по секундомеру, а также в специальных очках с сильным затемнением для имитации ночного полёта
Первое использование планеров Horsa имело место в
в 1942 г. во время нападения британских и норвежских коммандос на завод по производству дейтерия в Веморке в Норвегии.
использование планеров имело место в 1943 году в поддержку высадки союзников (операция «Хаски») на Сицилии 9 июля 1943 года, при этом широкое использование продолжалось в последние военные годы, такие как штурм «моста Пегаса» (Операция «Дэдстик»), сигнализируя о начале операции «Overlord». и вторжение союзных войск в континентальную Европу в июне 1944 года. До вторжения в день «Д» были предсказаны высокие потери среди союзных планерных сил из-за аварийных посадок и силы немецкой обороны. Несмотря на прогнозы, первоначальные потери составляли всего 10-15 %, при этом использование планеров оказалось решающим для успеха высадки на пляже Юта.
Планер Horsa продолжал широко использоваться на протяжении всей войны в качестве способа доставки как войск, так и техники в районы, расположенные за линией противника, и стал ответственным за переброску почти четверти всех воздушных поставок, полученных во время вторжения в Нормандию. Другие крупные операции союзников, на которых были развернуты планеры: Операция «Четверг» (Бирма, март 1944 г.), Операция «Драгун» (Южная Франция, август 1944 г.), Операция «Market-garden» / Арнем (Голландия, сентябрь 1944 г.), в 1944 году английскими, американскими и французскими подразделениями в день Н в Нормандии. Операция «Отталкивание» (Operation «Repulse»)(Бастонж, декабрь 1944 г.) Январь 1945 г.) и, наконец, что не менее важно, операция Варсити (в 1945 году в Германии во время пересечения Рейна, всего за шесть недель до капитуляции Германии).
После Второй мировой войны англичане все ещё использовали Airspeed Horsa в Малайзии для антикоммунистических операций, но вертолет быстро вытеснил планеры. планеры использовались после войны для перевозки грузов в армии вплоть до 1957 года.
В послевоенные годы списанные планеры переделывали во временное жилье.
Считается, что копия, присутствующая в «Мемориалe Пегасa», состоит из секции передней части фюзеляжа из Чолси, в Оксфордширe в Англии, который использовался в качестве дома более 50 лет. Он был найден в городе около 2001 года.

## Военные эксплуатанты
- Канада
  - Королевские ВВС Канады
- Индия
  - Военно-воздушные силы Индии
- Португалия
- Força Aérea Portuguesa
- Великобритания
  - Армейский воздушный корпус
  - Полк пилотов планёров
  - Королевские ВВС
    - № 670 эскадрилья RAF
- Соединённые Штаты Америки
  - Военно-воздушные силы армии США
- Турция
  - Военно-воздушные силы Турции

## Сохранившиеся экземпляры
В отличие от своих более крепких современников военного времени, предполагаемая ограниченная продолжительность эксплуатационной фазы и относительно хрупкая конструкция планёров Второй мировой войны означает, что сохранившиеся образцы сегодня pедки.

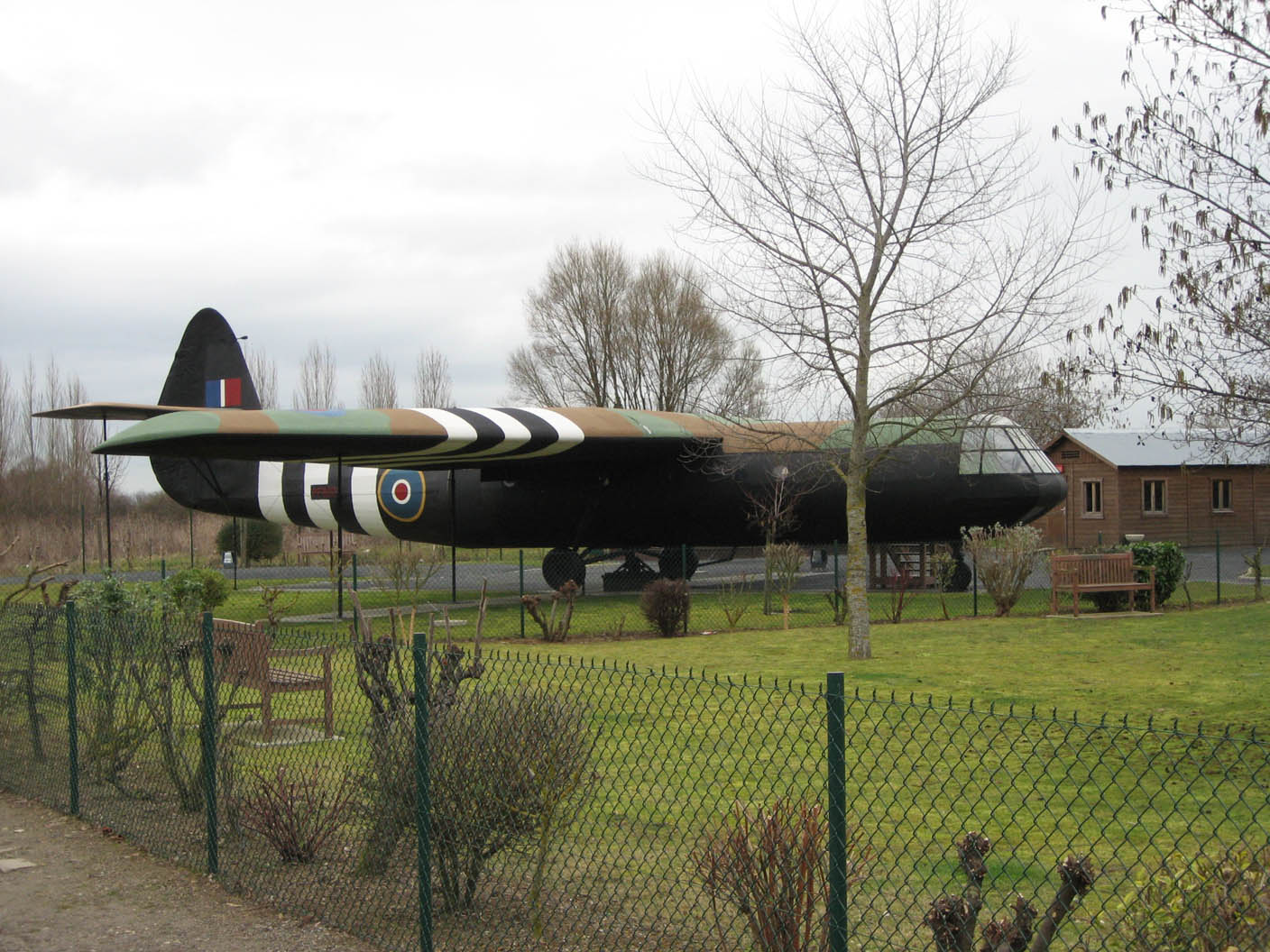
Полноразмерная копия планёра Horsa.

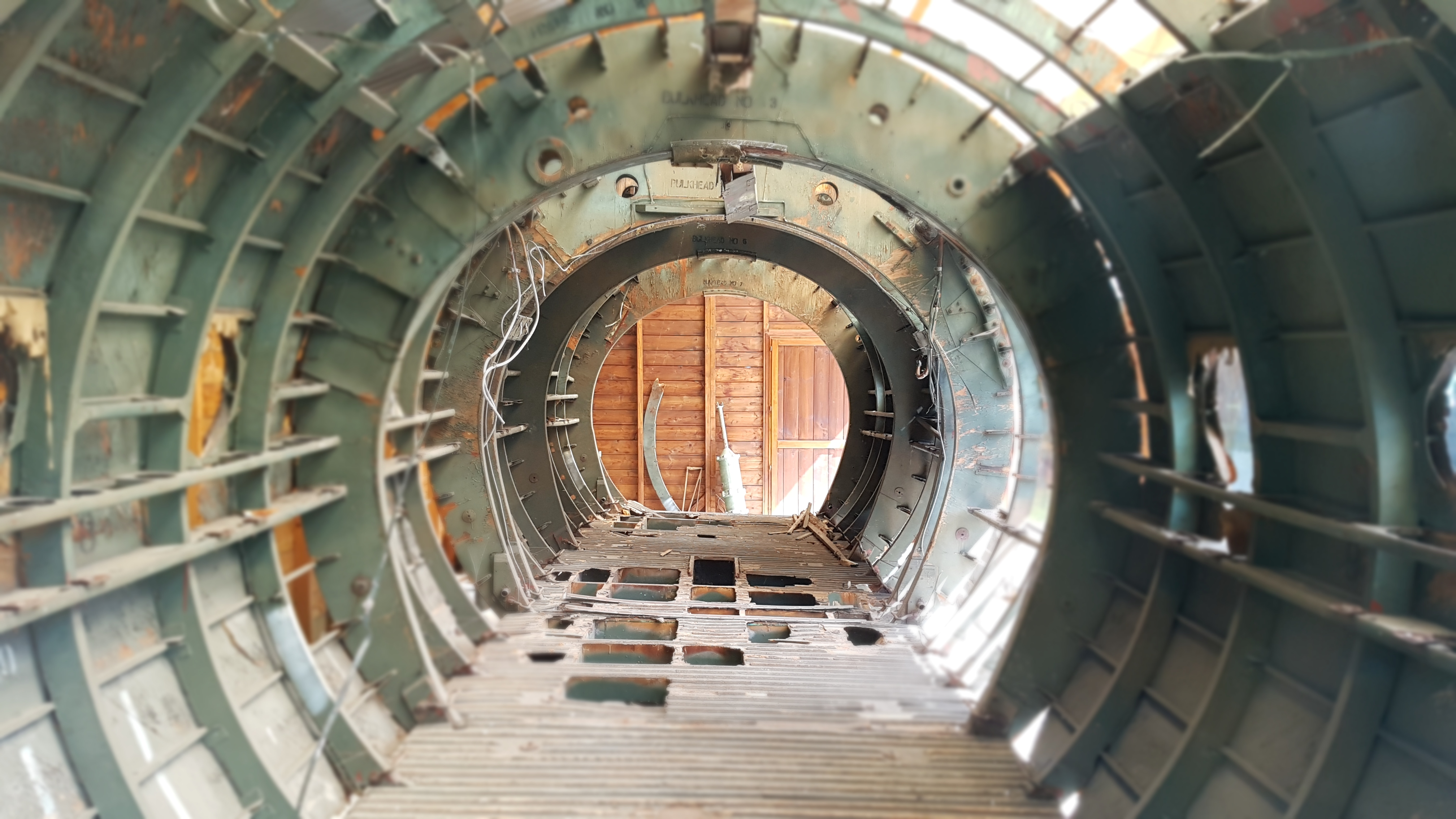

В «Мемориалe Пегасa» в Ранвилле (Memorial Pegasus) есть полноразмерная копия планёра Horsa, и она была торжественно открыта к 60-летию дня «Д» в июне 2004 года принцем Уэльским. Британский пилот-планерист Джим Валворк сидел с принцем в кабине и хвалил точность воспроизведения.
В музее выставлен раздел оригинального фюзеляжа. Хотя его длина составляет всего около 6 метров, он позволяет посетителям увидеть, как был построен деревянный фюзеляж, и показывает, насколько уязвимы на самом деле и пилоты, и пассажиры этих планёров.
В Великобритании Mark II Horsa (KJ351) хранится в «Музее полётов армии» (Army Flying Museum) в Среднем Валлопе. Организация под названием «Assault Glider Trust» начала создавать полноразмерную копию Horsa в RAF Shawbury, используя шаблоны, сделанные из оригинальных компонентов, обнаруженных на разных полях сражений в Европе, и используя планы, предоставленные BAE Systems, при условии, что планёр никогда не должен летать.

## Видео
- Видео на YouTube
- Видео на YouTube
- Видео на YouTube
- Видео на YouTube
- Видео на YouTube
- Видео на YouTube
- Видео на YouTube-В послевоенные годы списанные планеры переделывали во временное жилье.